# Mina Tomić
Mina Tomić est une joueuse de volley-ball serbe née le 13 mai 1994 à Novi Beograd. Elle mesure 1,90 m et joue au poste d'attaquante. Elle totalise 15 sélections en équipe de Serbie.

## Clubs
| Club                | De        | À         |
| ------------------- | --------- | --------- |
| Postar 064 Belgrade | 2008-2009 | 2009-2010 |
| Étoile Rouge        | 2010-2011 | 2011-2012 |
| Khimik Youjne       | 2013-2014 | 2016-2017 |
| River Volley        | 2017-2018 | 2017-2018 |
| Perugia Volley      | jan 2018  | …         |

## Palmarès

### Équipe nationale
- Championnat d'Europe des moins de 20 ans
  - Finaliste : 2010.

### Clubs
- Championnat de Serbie
  - Vainqueur : 2011, 2012.
- Coupe de Serbie
  - Vainqueur : 2011, 2012.
- Championnat d'Ukraine
  - Vainqueur : 2014, 2015, 2016, 2017.
- Coupe d'Ukraine
  - Vainqueur : 2014, 2015, 2016, 2017.
- Supercoupe d'Ukraine
  - Vainqueur : 2016.